# Bourbonnais (Illinois)
Bourbonnais é uma vila localizada no estado americano de Illinois, no Condado de Kankakee.

## Demografia
Segundo o censo americano de 2000, a sua população era de 15.256 habitantes. 
Em 2006, foi estimada uma população de 17.454, um aumento de 2198 (14.4%).

## Geografia
De acordo com o United States Census Bureau tem uma área de 
12,0 km², dos quais 12,0 km² cobertos por terra e 0,0 km² cobertos por água. Bourbonnais localiza-se a aproximadamente 193 m acima do nível do mar.

## Localidades na vizinhança
O diagrama seguinte representa as localidades num raio de 16 km ao redor de Bourbonnais. 